# 12747 Michageffert
12747 Michageffert (1992 YN2) là một tiểu hành tinh vành đai chính được phát hiện ngày 18 tháng 12 năm 1992 bởi E. W. Elst ở Caussols.